# Myrmotherula longipennis
Myrmotherula longipennis là một loài chim trong họ Thamnophilidae.